# Fairfield Shipbuilding and Engineering Company
Fairfield Shipbuilding and Engineering Company − brytyjska stocznia mająca swoją siedzibę w Govan (Szkocja), nad rzeką Clyde, działająca jako osobny zakład od 1852 do 1968, obecnie część BAE Systems.

## Historia
Firma została założona przez Charlesa Randolpha i początkowo nazywała się Randolph & Elliot i produkowała silniki oraz maszyny w Tradeston (dzielnica Glasgow). Po dojściu nowego wspólnika Johna Eldera, od 1852 spółka zajęła się przemysłem stoczniowym, jako Randolph, Elder and Company. W 1858 roku spółka przeniosła się do Govan, kupując tam stocznię Govan Old Shipyard. Pierwszy statek dla nowej firmy wybudowano tam w 1861 roku, o numerze stoczniowym 14. W 1868 spółka przeniosła się do nowej stoczni wybudowanej w Fairfield Farm, a w 1886 roku zmieniła nazwę na Fairfield Shipbuilding and Engineering Company, pod którą była najdłużej znana (potocznie skracana jako Fairfields). Część produkująca silniki połączyła się w 1963 z David Rowan & Company i utworzyła Fairfield Rowan Ltd. Stocznia ogłosiła upadłość w 1965 roku, lecz wznowiła następnie działalność jako Fairfield (Glasgow) Ltd.
W 1968 nowa spółka stała się częścią koncernu Upper Clyde Shipbuilders, grupującego stocznie tego rejonu, a po jego upadłości w 1971, znalazła się w części wydzielonej w 1972, kontynuującej produkcję stoczniową jako Govan Shipbuilders. W 1977 została upaństwowiona, wchodząc w skład koncernu British Shipbuilders. Po prywatyzacji British Shipbuilders, dawna stocznia Fairfields została w 1988 sprzedana norweskiemu koncernowi Kværner, jako Kværner (Govan). W 1999 stocznia została kupiona przez koncern BAE Systems i jest obecnie częścią jego działu morskiego BAE Systems Naval Ships.

## Jednostki
Lista niektórych znanych statków i okrętów zbudowanych przez FSaEC:
- Krążowniki liniowe:
  - HMS "Indomitable"
  - HMS "New Zealand"
  - HMS "Renown"

- Pancerniki:
  - HMS „Commonwealth”(inne języki)
  - HMS "Valiant"
  - HMS "Howe"

- Lotniskowce:
  - HMS "Implacable"
  - HMS "Theseus"

- Statki pasażerskie:
  - RMS "Campania"
  - RMS "Lucania"